# Saint-Pol-de-Léon

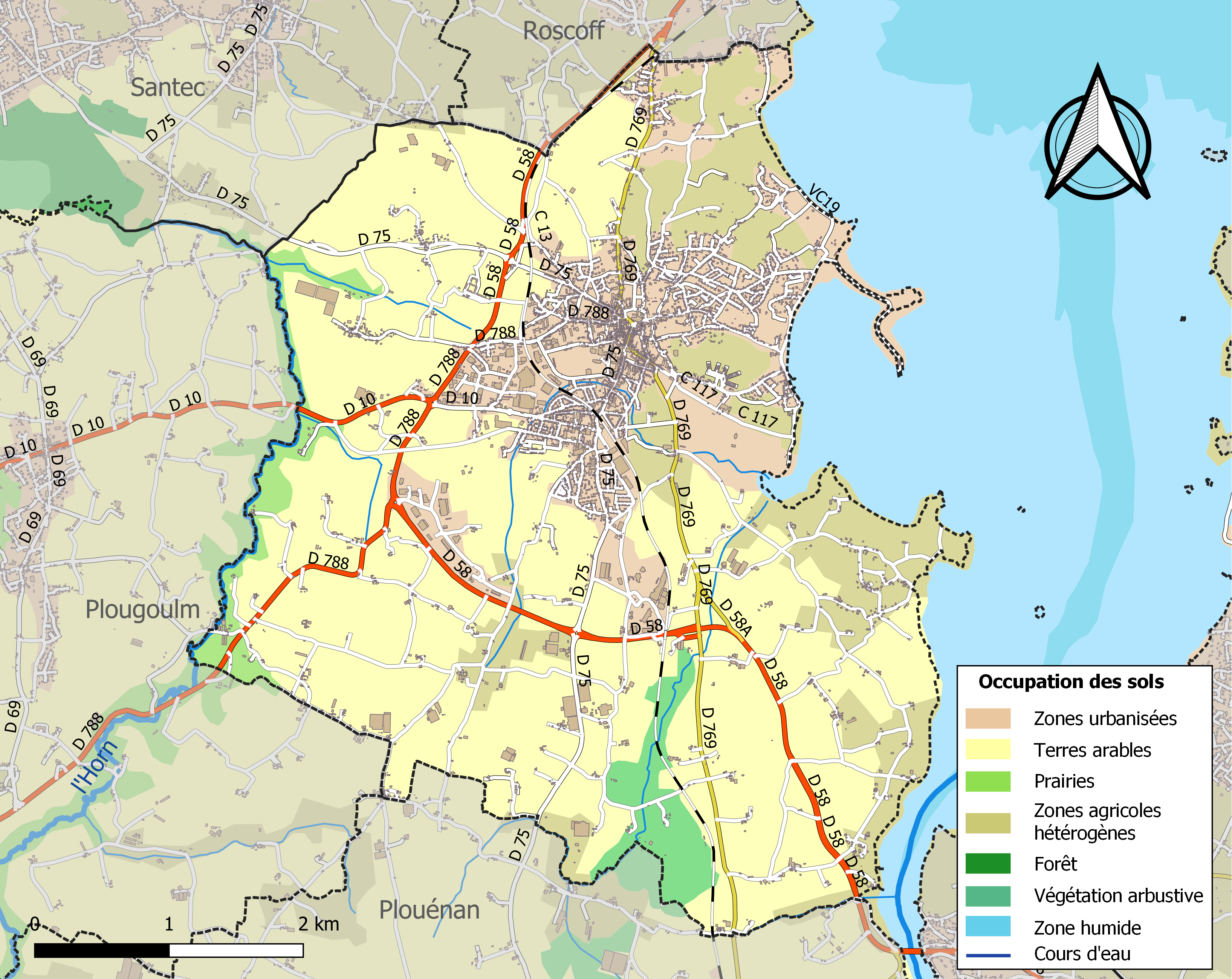
Karte von Saint-Pol-de-Léon und des Umlandes

Saint-Pol-de-Léon (bretonisch Kastell-Paol, „Paulsburg“) ist ein Ort und eine französische Gemeinde im Département Finistère in der Bretagne. Ihre 6841 Einwohner (Stand 1. Januar 2022) nennen sich Saintpolitains. Saint-Pol-de-Léon ist Hauptort des gleichnamigen Kantons Saint-Pol-de-Léon.
Auf die See ausgerichtet besitzt Saint-Pol-de-Léon bedeutende Zeugnisse der sakralen Baukunst. Als Bischofssitz bis zur Französischen Revolution hat sie eine Kathedrale aus dem 13. Jahrhundert und zudem mit Notre-Dame du Kreisker eine Kirche, deren beinahe 80 m hoher und äußerst schlanker Glockenturm der höchste der Bretagne ist.

## Lage und Klima
Saint-Pol liegt in ca. 10 m Höhe an einer nach Osten weisenden geschützten Bucht des Ärmelkanals im Pays de Léon. Die Hafenstadt Brest liegt etwa 60 km (Hahrtstrecke) südwestlich, die Bischofsstadt Quimper ist etwa 100 km in südlicher Richtung entfernt. Das Klima in Saint-Pol ist etwas milder als an anderen Orten im Norden der Bretagne; Regen (ca. 1000 mm/Jahr) fällt übers Jahr verteilt.

## Bevölkerungsentwicklung
| Jahr                       | 1800 | 1851 | 1901 | 1954 | 1999 | 2021 |
| Einwohner                  | 5385 | 7059 | 7846 | 8585 | 7121 | 6741 |
| Quellen: Cassini und INSEE |      |      |      |      |      |      |

## Wirtschaft
Saint-Pol, ein ehemaliger Fischerort, entwickelte sich bereits im ausgehenden 19. Jahrhundert allmählich zu einem Zentrum des Gemüseanbaus (Kartoffeln, Kohl, Artischocken etc.). Im frühen 20. Jahrhundert begann der überregionale Export der landwirtschaftlichen Produkte und der Tourismus kam als Einnahmequelle hinzu.

## Geschichte

### Name
Der Name der Gemeinde bezieht sich auf einen der sieben legendären Kirchengründer der Bretagne, den Heiligen Paulinus Aurelianus. Der Namensteil Léon leitet sich wahrscheinlich vom lateinischen Wort Legio ab. Zu gallisch-römischer Zeit war eine römische Legion in der Gegend stationiert. Der Name wurde schließlich auf die gesamte Gegend übertragen. Die historische Provinz „Diözese Léon“ war bis ins 18. Jahrhundert eine der Provinzen der Bretagne. Bis heute lebt der Name in der Bezeichnung der Küstenlinie des Arrondissement Morlaix als Côte du Léon weiter.

### Gallo-römische Festung
Das Gebiet des heutigen Saint-Pol war bereits in der Urgeschichte besiedelt. Funde zeugen von einer militärischen Präsenz der Römer im 3. Jahrhundert. Wie aus den ältesten Schriften hervorgeht, war der Ort von einem „Erdwall von beeindruckender Höhe“ umgeben.

### Bischofssitz
Im 6. Jahrhundert stieg der Klostersitz zum Bistum auf, der neue Name lautete Kastell Paol. Der Ort dehnte sich nunmehr über die alte, enge gallo-römische Umwallung aus. Im 15. Jahrhundert etablierte sich die Stadt als geistiges und kulturelles Zentrum der Region. Sie zählte zu jener Zeit 2000 Einwohner. Der Hafen von Pempoul hatte seine Blütezeit erreicht. Befestigte Tore sollten der Stadt bis ins 18. Jahrhundert Schutz bieten.
Im 18. Jahrhundert wurde die Architektur der Stadt durch das Wirken der Bischöfe des Léon nachhaltig geprägt. Der neue Bischofspalast wurde 1706 fertiggestellt und 1750 vergrößert. Das ehemalige Großseminar stammt aus dem Jahr 1708, das Kollegium geht auf das Jahr 1788 zurück.

### Französische Revolution
Mit der Französischen Revolution wurde der Bischofssitz aufgelöst. Die Situation der Stadt, die ein Bistum, ein reiches Kapitel, ein Kollegium, drei Glaubensgemeinschaften, ein Rückzugshaus und 15 Pfrundhäuser verlor, wurde als katastrophal beschrieben. Jahrzehnte des kulturellen und wirtschaftlichen Niedergangs brach an. „Saint-Pol ist heute eine tote Stadt“, schrieb Flaubert auf seiner Durchreise im Jahr 1847.

### 19. und 20. Jahrhundert
Der Bau der Eisenbahn im Jahr 1883 trug erheblich zum Aufschwung des Gemüseanbaus bei. 1890 war Saint-Pol der wichtigste Handelsplatz Frankreichs für die Ausfuhr von Gemüse (Artischocken, Blumenkohl und andere). Gegen Ende des 20. Jahrhunderts war Saint-Pol unangefochten die Hauptstadt des Gemüse produzierenden „Ceinture Dorée“.

## Kultur und Sehenswürdigkeiten

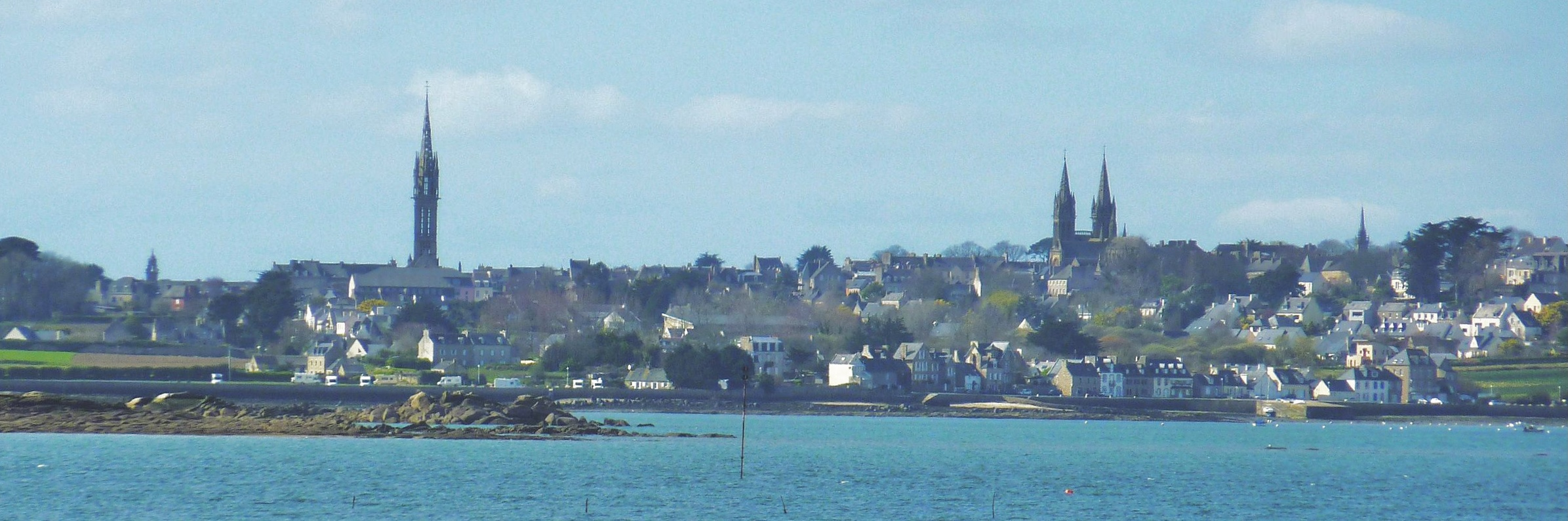
Kirchen, Hafen „Pempoul“

### Bauwerke

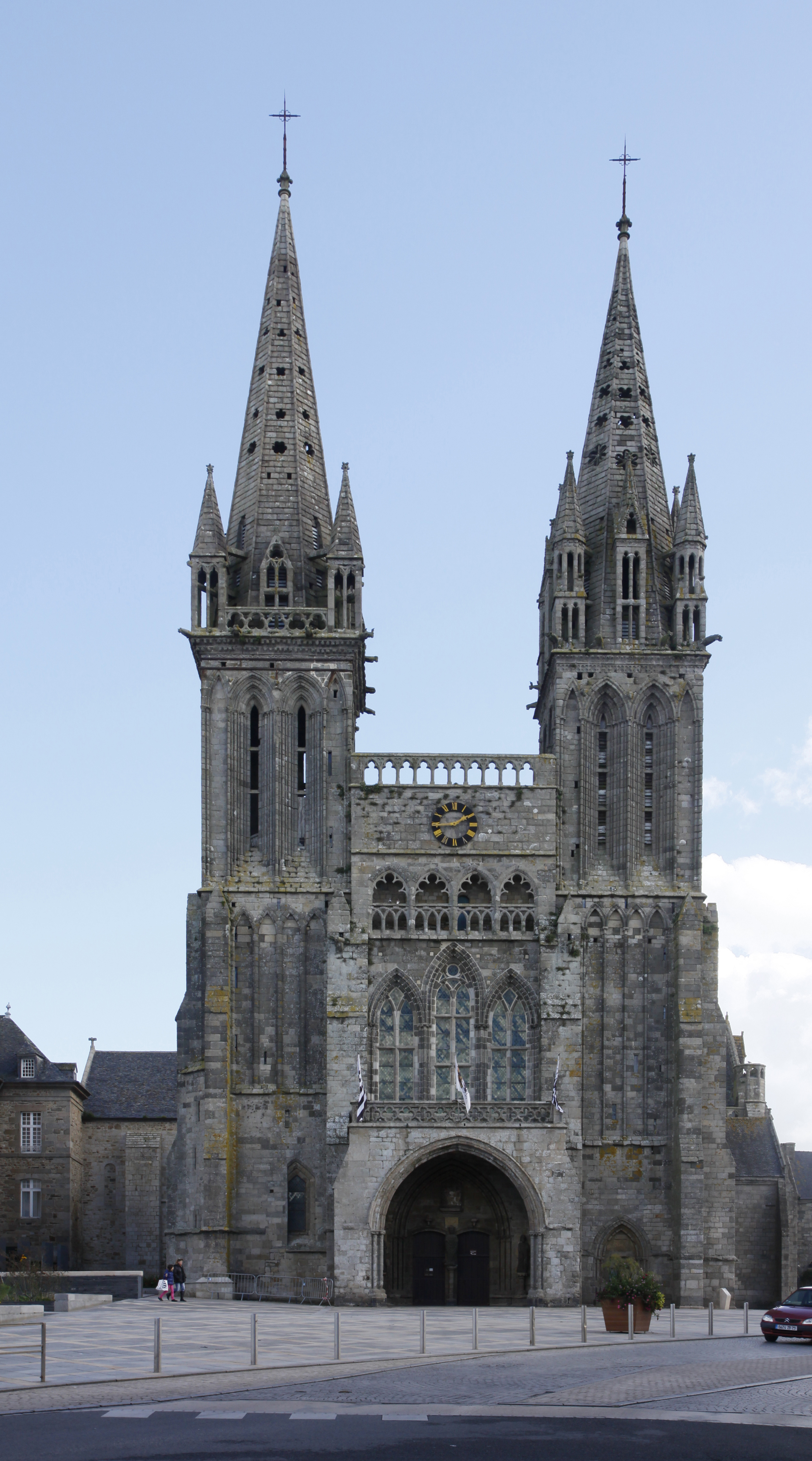
Kathedrale Saint-Paul-Aurélien
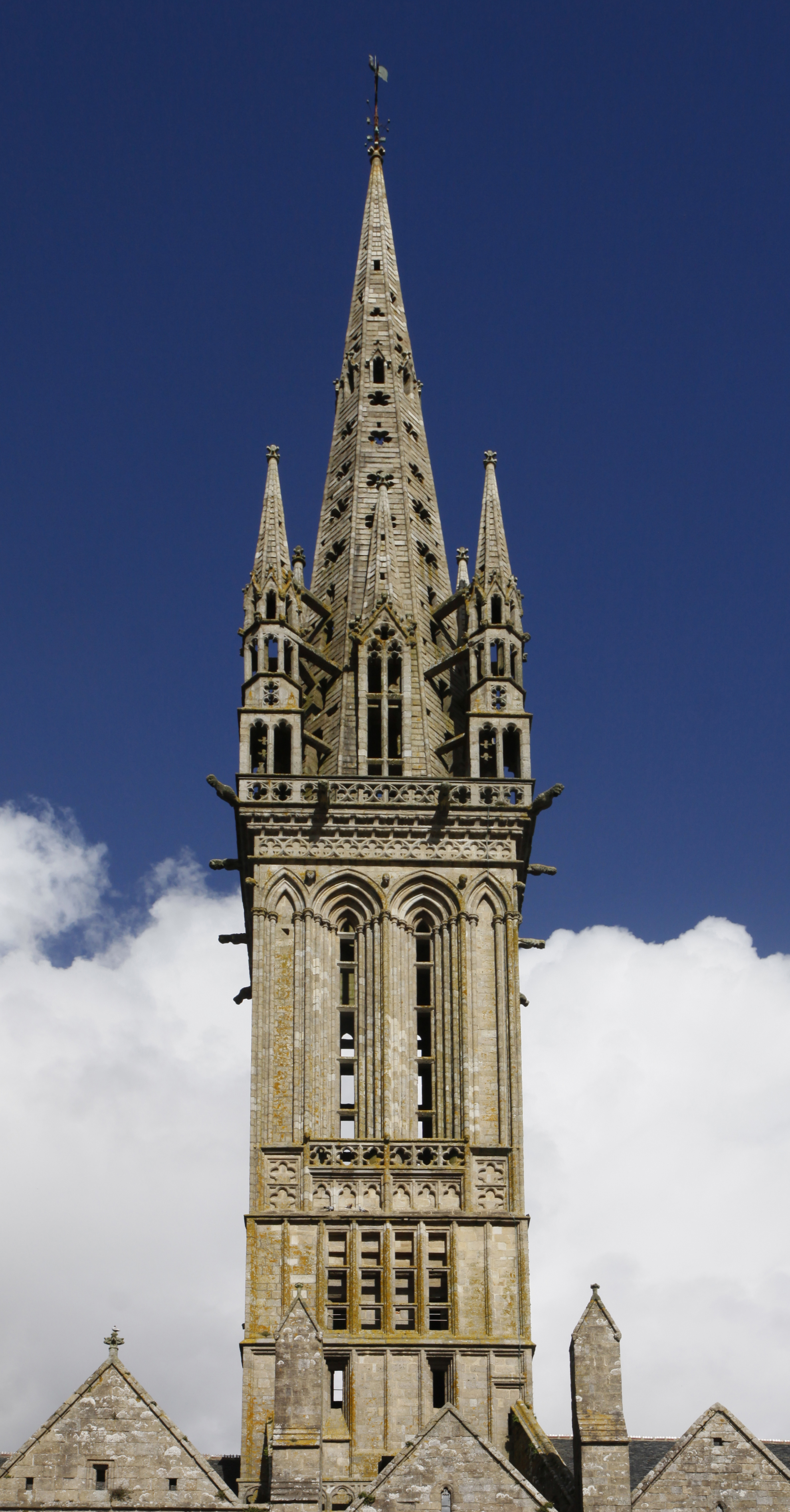
Turm von Notre-Dame du Kreisker

Siehe auch: Liste der Monuments historiques in Saint-Pol-de-Léon
- Die romanisch-gotische Kathedrale Saint-Paul-Aurélien (12. bis 16. Jahrhundert) ist Paulus Aurelianus (französisch Paul Aurélien) geweiht, dem mehr oder weniger legendenhaften ersten Bischof von „Léon“ im 6. Jahrhundert. Die Kathedrale Saint-Paul Aurélien zeigt einerseits noch einzelne Überreste romanischer Baukunst und ist zum anderen ein Beweis für den prägenden Einfluss der normannischen Kunst auf die Architektur der Bretagne gegen Ende des 13. Jahrhunderts. Die Westfassade mit ihren zwei Türmen und das Kirchenschiff aus Kalkstein (Pierre de Caen) verdeutlichen die Verwandtschaft von Baumaterial und Stil mit der Normandie. Das Querschiff und der Chorraum stammen aus der 2. Hälfte des 15. Jahrhunderts. Der Chorumgang wurden im 16. Jahrhundert fertiggestellt.
- Die Kapelle Notre-Dame du Kreisker wurde im 14. und 15. Jahrhundert erbaut. Ihr 78 m hoher Turm ist der höchste in der ganzen Bretagne und war Vorbild für viele andere bretonische Kirchtürme. Sébastien Le Prestre de Vauban, der bekannte französische General und Festungsbaumeister, bezeichnete diesen Turm als das gewagteste Gebäude, das er jemals gesehen habe. Der Einfluss der normannischen Kirche Saint-Pierre de Caen und englischen Formen ist sehr deutlich zu erkennen. Nachdem Napoleon im Jahr 1807 per Dekret schon seine Zerstörung angeordnet hatte, konnte der bedeutendste unter den Kirchtürmen der Bretagne (14./15. Jahrhundert) doch noch gerettet werden. Als Rechtfertigung wurde seine Rolle für die Seeschifffahrt angeführt.
- Häuser aus dem 16. und 17. Jahrhundert
- Burg und Park Kernevez
- Das Rathaus ist der 1706 unter dem Episkopat von Bourdonnaye erbaute „Neue Bischofspalast“. Das Gebäude ist ein Beispiel für die Prägung des Stadtbilds im 18. Jahrhundert durch die Bischöfe des „Léon“. Es wurde 1750 vergrößert und enthält eine schöne monumentale Treppe mit einigen Gemälden aus dem Louvre.
- Das „Prebendale“-Haus (Pfrundhaus) ist eine prachtvolle Residenz aus dem 16. Jahrhundert, von einem reichen kirchlichen Würdenträger errichtet, dessen Titel auch die Einhebung von Pfründen umfasste. Der Baustil wird als bretonische Renaissance bezeichnet. Außen fällt eine ebenso findige wie gelungene Mischung an Dachelementen auf: An Kanten symbolisieren die Verzierungen mit einem Löwen und einem Drachen die Doppelzugehörigkeit des Hausherrn zur Stadt und zur Kirche – der Löwe ist das Emblem des Léon, der Drache eine Hommage an Saint-Paul Aurélien.
- Megalithen von Boutouiller
- Taubenturm (Kerigou) (Monument historique)

### Küste und Strände
An einem 13 km langen Küstenstreifen tragen einige Strände und kleine Buchten von Saint-Pol-de-Léon poetische Namen wie „Tahiti“, „Petit Nice“ (Klein-Nizza), „Sainte-Anne“. Entdecken kann man sie vom Aussichtspunkt des Stadtparks „Champ de la Rive“ aus, der von einem großen Granitkreuz aus dem Jahre 1901 überragt wird. Von hier überblickt man
- die kleine Insel „Sainte-Anne“, ein Naturdenkmal, wo die Karmeliten bis zum 18. Jahrhundert wie Einsiedler lebten und der riesige Fels mit starken Kanonen bestückt war
- die Burg vom Stier („Château du Taureau“), von Franz I. erbaut und von Vauban befestigt
- die Felsformation von der Pointe de Primel
- die Küste um Lannion
- die „Sept-Îles“ (7 Inseln)

Vom „Champ de la Rive“ aus sieht man die Fährschiffe nach Großbritannien und Irland, die Umrisse der im 6. Jahrhundert erbauten Kapelle Notre-Dame de Callot und die Halbinsel von Trégondern mit ihrer Kapelle samt achteckigem Taubenhaus. Die großen Passagierfähren der Brittany Ferries begegnen hier den kleinen, reaktionsschnellen Kuttern aus Carantec mit ihren Segeln.

## Städtepartnerschaften
Mit der deutschen Stadt Vechta in Niedersachsen besteht eine Städtepartnerschaft. Seit 2010 ist auch die spanische Gemeinde Benicarló in der Region Valencia mit Saint-Pol-de-Léon partnerschaftlich verbunden.

## Persönlichkeiten
- Paulinus Aurelianus, bretonischer Heiliger, Klostergründer, Bischof
- Jean-Gilles du Coëtlosquet (1700–1784), französischer Bischof, in Saint-Pol geboren
- Eugène-Marie Ernoult (1926–1996), römisch-katholischer Geistlicher und Erzbischof von Sens
- Jean Combot (1928–2021), Fußballspieler
- Romuald Figuier (* 1941), Sänger
- Louis Floch (* 1947), Fußballspieler
- Gérard Jaffrès (* 1956), Musiker (Chanson), in Saint-Pol geboren
- Armel Le Cléac’h (* 1977), Hochseesegler, in Saint-Pol geboren

## Nachweise
1. ↑  Website Saint-Pol – Jumelage avec Benicarlo, abgerufen am 10. März 2017.